# Francesco Augusto Bon
Francesco Augusto Bon (Peschiera del Garda, 7 giugno 1788 – Padova, 16 dicembre 1858) è stato un drammaturgo italiano, autore di opere ispirate alla commedia goldoniana.

## Biografia

### Gli inizi
Nacque da genitori veneziani appartenenti al ceto patrizio: il padre, Giovanni Antonio (di Francesco Giorgio) Bon, era podestà di Verona (si spiega così la nascita a Peschiera) mentre la madre, Laura Stamatella (di Domenico Maria) Corner, apparteneva allo stesso ramo famigliare della celebre Caterina Corner. Il suo nome di battesimo sarebbe stato Francesco Giorgio, ma a causa della svista di un impiegato dei passaporti venne mutato in Francesco Augusto. 
Dopo la caduta della Serenissima, nel 1797, la famiglia si ritrovò in gravi difficoltà economiche. Ciononostante, al giovane Bon fu impartita una buona educazione, prima presso i gerolamini di San Sebastiano, poi alla marina napoleonica.
A ventitré anni si trasferì a Milano in cerca di fortuna, tuttavia non vi trovò alcun impiego. Deciso ad arruolarsi nella Grande Armata pronta per la campagna di Russia, fu convinto a restare dall'attrice Assunta Nazzari la quale lo introdusse al mondo del teatro (invero, sin dalla gioventù aveva frequentato le accademie filodrammatiche), offrendogli il ruolo di amoroso nella compagnia del marito Gaetano Perotti.

### La carriera teatrale
In questo periodo il Bon intraprese un vero e proprio apprendistato in cui ebbe modo di esordire anche come autore scrivendo una ventina di commedie. Nel 1821 fu a Torino al seguito della Compagnia reale sarda come brillante, ma vi restò poco: già l'anno successivo venne arruolato nella compagnia di Gaetana Andolfati Goldoni e Luigi Riva, dove conobbe la futura moglie, l'attrice Luigia Ristori, vedova, che gli diede molti figli, fra cui la famosa attrice Laura Bon, futura amante di Vittorio Emanuele II.
Nella sua discendenza vi sono numerosi famosi attori: Adelaide Ristori, nipote della moglie, la figlia Laura Bon e il figlio che la moglie aveva avuto dal matrimonio precedente, Luigi Bellotti Bon. 
Morto Luigi Riva nel 1822, fondò una sua compagnia teatrale dedicata al Goldoni e sovvenzionata dal duca di Modena con 8.000 lire l'anno, con un buon successo dal 1823 al 1831. Da quell'anno la sua compagnia teatrale ebbe nuovi proprietari, ma egli ne rimase il direttore, scegliendo però la commedia francese e la vaudeville.
Nel 1852 scrisse il suo ultimo copione, il dramma storico Pietro Paolo Rubens, eseguito a Carignano. Purtroppo nel 1855 venne colpito dal colera e perse la vista da un occhio. Questo evento lo portò a Padova dove gli fu dato l'incarico di dirigere l'Istituto filarmonico drammatico di Padova, tenendo lezioni di recitazione e declamazione.
Nel gennaio del 1858 si risposò con la venticinquenne Emma Biagi, sorella dell'attore Luigi.
Morì a Padova il 16 dicembre 1858. 

## La lingua
Bon scriveva sia in italiano che in veneto e la sua opera è giudicata una reazione alla nuova commedia, romanzesco-lacrimosa, per un ritorno a quella, che giudicava più semplice, di Goldoni.
La tendenza che lui contestava era l'uso del romano e del piemontese che stavano assumendo, in quel periodo, il predominio nelle opere teatrali.
La sua sfortuna venne associata all'uso prevalente nelle sue opere di attori veneti e della lingua veneta in un periodo in cui questa stava subendo un grande degrado e si stava impoverendo.